# Bătălia de la Patay
Bătălia de la Patay (în engleză Battle of Patay, în franceză Bataille de Patay) a fost o bătălie importantă a Războiului de 100 de Ani, care a avut loc pe 18 iunie 1429 între forțele engleze conduse de John Talbot pe de-o parte și cele franceze având-o în frunte pe Ioana d'Arc. Bătălia este unul dintre momentele-cheie ale etapei finale a războiului, fiind o urmare a înfrângerii engleze sub zidurile Orléans-ului.

## Context
La 8 mai 1429 Armata Ioanei d'Arc a ridicat asediul de la Orléans, distrugând astfel planul englez de avansare în adâncul sudului Franței. Datorită obstrucției sfătuitorilor lui Carol al VII-lea, Ioana a putut continua campania doar o lună mai târziu. Scopul francezilor era de a cuceri locurile-cheie fortificate ale englezilor de pe Loara, care odată ocupate ar permite dezvoltarea unui atac asupra nordului țării, aflat sub britanici.
Campania de la Loara se dezvoltat rapid. Astfel, la 12 iunie, armata franceză a luat cu asalt Jargeau, la 15 iunie, a fost cucerit Meung-sur-Loire, iar la 16 iunie, Beaugency.
Armata engleză sub comanda celui mai bun comandant englez, John Talbot și a lui John Fastolf înaintau spre Loara, încercând să oprească avansul francez.

## Desfășurare
Primul atac francez a aruncat avangarda englezească compusă din arcași, creând o confuzie în rândurile acestora, atacul fiind din trei părți. După o luptă scurtă cu avangarda, condusă de Talbot englezii au fost învinși, iar Talbot capturat. Detașamentul lui Fastolf văzând avangarda înfrântă a fost cuprins de panică, și a fugit, astfel încât trupelor franceze mai importante care au ajuns mai târziu pe câmpul de luptă le-a rămas decât să urmărească inamicul.
Înfrângerea englezilor a fost clară, mai mult de jumătate dintre soldați fiind uciși, răniți și capturați, restul împrăștiați. Pierderile franceze au depășit doar 100 de persoane. 
Talbot a fost capturat, fiind eliberat în 1433, Fastolf a fugit de pe câmpul de luptă, cu o mână de soldați. Ulterior, în Anglia, mulți l-au considerat laș și drept principalul vinovat pentru înfrângere.